# Salem Eid Yaqoob
Salem Eid Yaqoob Yaqoob, né le 1er mars 1996 au Nigeria, est un athlète bahreïni, spécialiste du sprint.
Il participe au 100 m et au 200 m des Jeux mondiaux militaires en 2015. Il atteint la demi-finale du 200 m lors des Jeux olympiques de 2016, en établissant le record national en 20 s 19.